# Пермський період
| Пермський період                                              | |
| Хронологія                                                    | 298,9 ± 0,15 — 252,17 ± 0,06 млн років тому                                                                                   |
| Середня концентрація кисню (O2) впродовж періоду              | бл. 23 % (115 % від сучасного рівня)                                                                                          |
| Середня концентрація вуглекислого газу (CO2) впродовж періоду | бл. 900 ppm (у 3 разів більше доіндустріального періоду)                                                                      |
| Середня температура поверхні впродовж періоду                 | бл. 16 °C (на 2 °C вище сучасного рівня)                                                                                      |
| Рівень моря (вище або нижче сучасного рівня, в метрах)        | Відносно стабільний рівень в +60 м в ранній пермі; падіння рівня впродовж середньої пермі до стабільних –20 м в пізній пермі. |

Перм, пермський період, система (рос. пермская система (период), пермь; англ. Permian system, Permian, нім. Perm n, Dyas f, Dyasformation f) — останній геологічний період палеозойської ери. Настав за кам'яновугільним періодом палеозою, передував тріасовому періоду мезозою. Тривав з 298,9 ± 0,15 до 252,17 ± 0,06 млн років тому (47 млн років). Закінчився найбільш катастрофічним вимиранням біоти за всю історію Землі.

## Загальна характеристика
Пермський період характеризувався інтенсивним виявом тектонічних рухів і магматичною діяльністю. Продовжувалася і завершилася герцинська складчастість, що почалася в карбоні. Виникла Урало-Тянь-Шанська складчаста область, що включає Урал, Тянь-Шань, Алтай і Західно-Сибірську плиту. Утворилася герцинська складчаста область у Західній Європі, була виконана[прояснити] Аппалацька геосинкліналь у Північній Америці. Завершилося злиття платформ Північної півкулі разом з прилеглими до них герцинідами в гігантську суперплатформу Лавразію. Збільшилися розміри Ґондвани. Сталося також значне скорочення Тетісу, що розділяв суперплатформи Лавразії і Ґондвани. Згідно з неомобілістською концепцією трапилося зіткнення і злиття цих суперконтинентів в єдину материкову брилу — Пангею, витягнуту в субмеридіональному напрямі від Південного і, майже, до Північного полюсів. Тоді ж сформувався єдиний океанічний басейн — Прото-Тихоокеанська западина.

## Періодизація
| Система/ Період                                                       | Відділ/ Епоха      | Ярус/ Вік         | Вік (млн років) | Вік (млн років) |
| --------------------------------------------------------------------- | ------------------ | ----------------- | --------------- | --------------- |
| Тріас, T                                                              | Нижній/Ранній, T1  | Індський, T1i     | молодше         | молодше         |
| Перм, P                                                               | Лопінгій, P3       | Чангсінзький, P3c | 251,902         | 254,14          |
| Перм, P                                                               | Лопінгій, P3       | Вучапінзький, P3v | 254,14          | 259,1           |
| Перм, P                                                               | Гваделупій, P2     | Кептенський, P2c  | 259,1           | 265,1           |
| Перм, P                                                               | Гваделупій, P2     | Вордійський, P2w  | 265,1           | 268,8           |
| Перм, P                                                               | Гваделупій, P2     | Роудський, P2r    | 268,8           | 272,95          |
| Перм, P                                                               | Цисуралій, P1      | Кунгурський, P1k  | 272,95          | 283,5           |
| Перм, P                                                               | Цисуралій, P1      | Артинський, P1art | 283,5           | 290,1           |
| Перм, P                                                               | Цисуралій, P1      | Сакмарський, P1s  | 290,1           | 295,0           |
| Перм, P                                                               | Цисуралій, P1      | Ассельський, P1a  | 295,0           | 298,9           |
| Карбон, C                                                             | Верхній/Пізній, C3 | Гжельський, C3g   | древніше        | древніше        |
| Підрозділи Тріасової системи наведені згідно МКС, станом на 2018 рік. |                    |                   |                 |                 |
| п о р                                                                 |                    |                   |                 |                 |

## Біота
На початку пермського періоду панувала карбонова рослинність, проте уже до середнього перму відбулись суттєві зміни у видовому складі лісових екосистем. Деревоподібні плауноподібні, такі як сиґілярії, лепідодендрони, плевромеї тощо, цілковито витіснені зі складу рівнинних періодично затоплюваних тропічних дощових лісів, а їхнє місце зайняли насінні папороті та голонасінні: саговникові, ґнетові, гінкгові. Одночасно манґрові біоми, утворені каламітами, зайняли голонасінні — сцитофілюми, пахіптериси тощо. Панівне становище карбонової рослинності залишилось лише на ізольованих островах та архіпелагах в екваторіальній частині Землі, а на континентах вони збереглись як незначний реліктовий компонент лісів.
У наземній фауні хребетних панували синапсиди (від яких згодом пішли ссавці). Синапсиди виникли у карбоні і були представлені пелікозаврами, від яких у середині перму розвинулись диноцефали, а у пізньому — ґорґонопсиди, дицинодонти та цинодонти.

## Корисні копалини
У пермському періоді утворилося 26,8 % запасів вугілля, 20—30 % запасів газу й нафти. Сформувалися Печорський, Тунгуський, Кузнецький, Мінусінський вугільні басейни, вугленосні басейни у Східному Китаї (провінція Шаньсі) і в Індії (штат Біхар), у Південній Африці, Бразилії, Австралії. До пермських відкладів приурочені родовища нафти та природного газу в Дніпровсько-Донецькій западині (Шебелинське та ін.), в Тімано-Печорській, Волго-Уральській нафтогазоносних провінціях. Великі родовища вуглеводнів нижнього перму відкриті в Передмугоджарському прогині, в басейні Північного моря, у США, Австралії, в нафтогазоносному басейні Перської затоки. З пермськими відкладами пов'язані великі запаси кам'яної солі (в Україні — Слов'яно-Артемівський соленосний басейн та ін.), калійних солей, боратів. Родовища кам'яної та калійних солей пізньопермського (цехштейнового) віку є в ФРН і США. Фосфорити широко розвинені в пермі північно-західних штатів США.

## Зміна тривалостідоби
У зв'язку з притяганням Місяця, видимим проявом чого є припливи, швидкість обертання Землі поступово зменшується. За сторіччя тривалість земної доби збільшується приблизно на 2 мілісекунди.
Зміну довжини дня протягом геологічного часу було перевірено експериментально, завдяки підрахунку кільцевих ліній у викопних коралів. Корали відкладають на своєму зовнішньому скелеті у вигляді кілець карбонат кальцію; циклічність відкладення кілець пов'язана як з денним освітленням, так і з періодичними сезонними змінами: в 1963 році американський палеонтолог Джон Уеллс (1907—1994) відкрив, що з кільцевих утворень на епітеке коралів можна визначити кількість днів в році тієї епохи, коли ці корали жили. З огляду на зміну тривалості року й екстраполюючи назад в часі уповільнення швидкості обертання Землі завдяки впливу Місяця, можна також визначити тривалість доби в той чи інший геологічний період:
| Час         | Геологічний період | Число днів в році | Тривалість доби |
| ----------- | ------------------ | ----------------- | --------------- |
| Сьогодні    | Четвертичний       | 365               | 24 год          |
| 100 млн л.т | Юра                | 380               | 23 год          |
| 200 млн л.т | Перм               | 390               | 22,5 годин      |
| 300 млн л.т | Карбон             | 400               | 22 год          |
| 400 млн л.т | Силур              | 410               | 21,5 год        |
| 500 млн л.т | Кембрій            | 425               | 20,5 год        |

Щоб дізнатися тривалість доби до епохи виникнення коралів, вченим довелося вдатися до допомоги синьозелених водоростей. З 1998 року китайські дослідники Чжу Шісін, Хуан Сюегуан і Синь Хоутянь з Тяньцзіньського інституту геології та мінеральних ресурсів проаналізували понад 500 копалин строматолітів віком 1,3 мільярда років, що росли колись біля екватора і похованих на горах Яньшань. Синьозелені водорості реагують на зміну світлого і темного часу доби напрямком свого зростання і глибиною кольору: вдень вони пофарбовані у світлі тони і ростуть вертикально, вночі мають темне забарвлення і ростуть горизонтально. За зовнішнім виглядом даних організмів, враховуючи швидкість їх росту і накопичені наукові дані по геології та кліматології, виявилося можливим визначити річний, місячний і щоденний ритми росту синьозелених водоростей. Згідно з отриманими результатами, вчені зробили висновок, що 1,3 мільярда років тому (у докембрійську добу) земна доба тривала 14,91-16,05 годин, а рік складався з 546-588 днів. Звіт про дослідження був опублікований у Journal of Micropaleontology та привернув велику увагу як у країні, так і за кордоном.
Існують і противники цієї оцінки, що вказують що дані досліджень стародавніх приливних відкладень, субліторальних карбонічних фацій (тайдалітів), суперечать їй.
Згідно з новим міжнародним дослідженням, збільшення тривалості дня могло мати важливий вплив на характер і час насичення Землі киснем.
«Незмінне питання в науці про Землю полягає в тому, як атмосфера Землі отримала кисень і які чинники відбувалися під час оксигенації», - відзначив співавтор дослідження Грегорі Дік, геомікробіолог з Департаменту наук про Землю та довкілля Мічиганського університету (США).